# Buccellati (azienda)
La Buccellati Holding Italia è un'azienda italiana di gioielleria, orologeria, accessori di lusso formata dalla fusione delle aziende con i già esistenti marchi Mario Buccellati e Gianmaria Buccellati, corrispondenti ai nomi anagrafici di due orafi: padre e figlio. Nel settembre 2019 è diventata di proprietà del gruppo svizzero Richemont dopo essere stata dall'agosto 2017 di proprietà del gruppo cinese Gangsu Gangtai Holding.

## Storia
Mario Buccellati, il fondatore dell'azienda, dopo l'affermazione dei suoi negozi di Milano, Roma e Firenze, iniziò lo sviluppo aziendale all'estero aprendo un nuovo negozio a Sutton Place nel 1952 e poi sulla Quinta Strada di New York nel 1956 e un altro sulla Worth Avenue di Palm Beach nel 1958; dal 1965, ossia dopo la morte di Mario, la gestione fu condotta da quattro dei cinque figli. In particolare da Lorenzo, il secondogenito, nominato nel 1965 amministratore unico. I quattro fratelli (Luca, Lorenzo, Federico, Gianmaria mentre il quinto, Giorgio il più piccolo, diventerà negli Stati Uniti un archeologo di fama) lavorarono insieme sino al 1969 (furono loro a trasferire nel 1967 il negozio di Milano in via Monte Napoleone), poi si divisero.
Mentre Luca diventò responsabile della sede di New York, nel 1971 Gianmaria lanciò il nuovo marchio Gianmaria Buccellati, aprì negozi all'estero riuscendo ad essere anche il primo italiano ad aprire a Tokyo e poi con il suo marchio un negozio a Parigi nell'olimpo dei gioielli, Place Vendôme. Anche Federico lanciò il suo marchio in seguito conosciuto anche come Del Vallino (a lui fece capo il negozio di Roma in via dei Condotti). Lorenzo, che nel 1976 fu affiancato nella gestione della Mario Buccellati da Claudia Granati (nel 1980 diventerà la seconda moglie) e dal figlio Luca, fu a capo dell'azienda sino al 2011 quando, dopo 40 anni di concorrenza, due rami della famiglia Buccellati ritornarono insieme sotto l'azienda capitanata da GinMaria. Dalla fusione tra Mario Buccellati e Gianmaria Buccellati nacque la società Buccellati Holding Italia.

### Espansione
La proprietà della nuova società passò a Gianmaria Buccellati con il 51% del capitale; una finanziaria, la Simest, ebbe più del 40% mentre la guida operativa rimase con il 3% a Luca, il figlio di Lorenzo. Il fatturato dell'azienda era di 2,9 milioni di euro (il 79% dovuto all'estero), 7 negozi di proprietà e il resto in franchising: Parigi in Place Vendôme, Londra, New York, Mosca, Tokyo, Osaka, Nagoya, Hong Kong, Milano in via Monte Napoleone, Firenze, Cala di Volpe, Venezia, Capri, Isola d'Elba, Beverly Hills, Aspen e Sydney. Nel 2011, dopo l'unione dei marchi familiari, l'azienda intraprese nuove esplorazioni di mercati. E a Gianmaria, scomparso nel 2015, furono conferiti vari riconoscimenti per il suo lavoro di orafo e imprenditore.
Nel 2013 la finanziaria Clessidra, un fondo di private equity guidato da Claudio Sposito, rilevò la maggioranza del capitale societario (il 70%) investendo un'ottantina di milioni di euro e espandendo ulteriormente gli affari tramite negozi di proprietà con insegna riportante il solo marchio Buccellati. Tra gli accessori prodotti dall'azienda anche custodie per Tablet e cellulari e altri recenti dispositivi tecnologici: nel 2014 fu lanciata la custodia per iPhone più costosa del mondo.

### Nuove proprietà
Nel dicembre 2016 la famiglia Buccellati e il fondo Clessidra hanno deciso di vendere per 195 milioni di euro l'85% del capitale ai cinesi di Gangsu Gangtai Holding, tra i maggiori distributori di gioielli in oro; è controllato da Gangtai Group, quotato alla Borsa di Shanghai con un capitalizzazione di circa 3 miliardi di euro e ricavi per 1,2 miliardi. L'ufficializzazione del passaggio di proprietà è avvenuta il 1º agosto 2017. Nel 2016 il fatturato della Buccellati è stato di 44 milioni di euro, la valutazione dell'azienda è stata di 230 milioni di equity value (quindi il valore dell'azienda è con Clessidra quasi triplicato in tre anni).
La famiglia Buccellati e il fondo Clessidra rimangono con il 15% del capitale (7,5% a testa). Il presidente del gruppo cinese, Xu Jiangang, ha annunciato un piano ambizioso di investimenti pari a 200 milioni di euro in 5 anni per sostenere l'espansione dell'azienda in particolare in Cina, Asia, Medio Oriente ed Est Europa con l'apertura di 88 negozi in gestione diretta e 44 in franchising. Ha anche annunciato che la produzione rimarrà in Italia. Mantenuto lo stesso vertice aziendale con Andrea Buccellati e la figlia Lucrezia che continuano a dirigere il team creativo.
Nel settembre 2019 il gruppo svizzero Richemont, proprietario delle case Cartier e Van Cleef & Arpels, acquisisce Buccellati dai cinesi e nello stesso anno il marchio celebra il suo centesimo anniversario dalla fondazione, avvenuta nel 1919 con l'apertura del primo negozio a Milano, in Largo Santa Margherita, accanto al famoso Teatro La Scala.